# Aleja Gwiazd Sportu w Dziwnowie

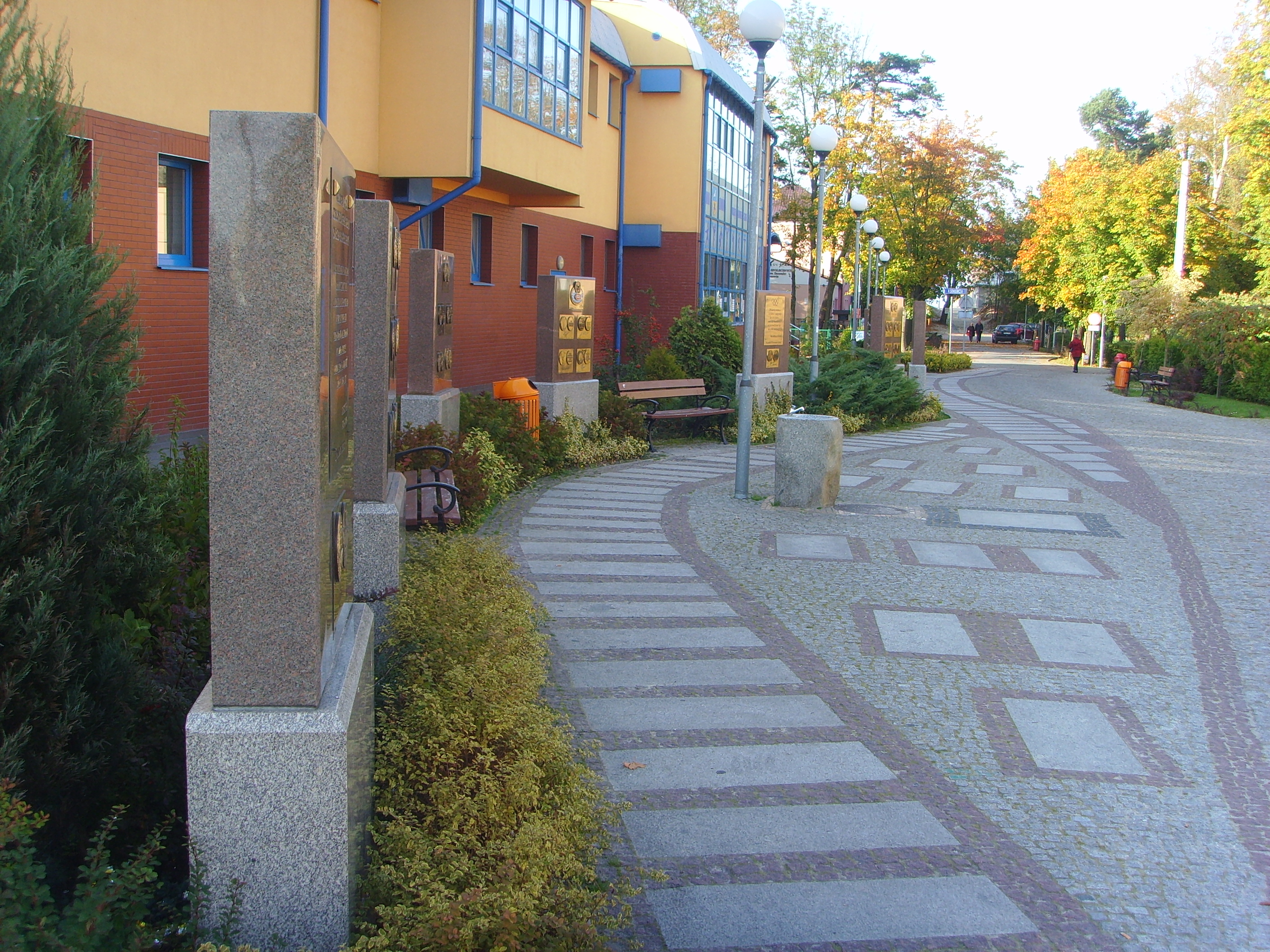
Aleja gwiazd sportu w Dziwnowie

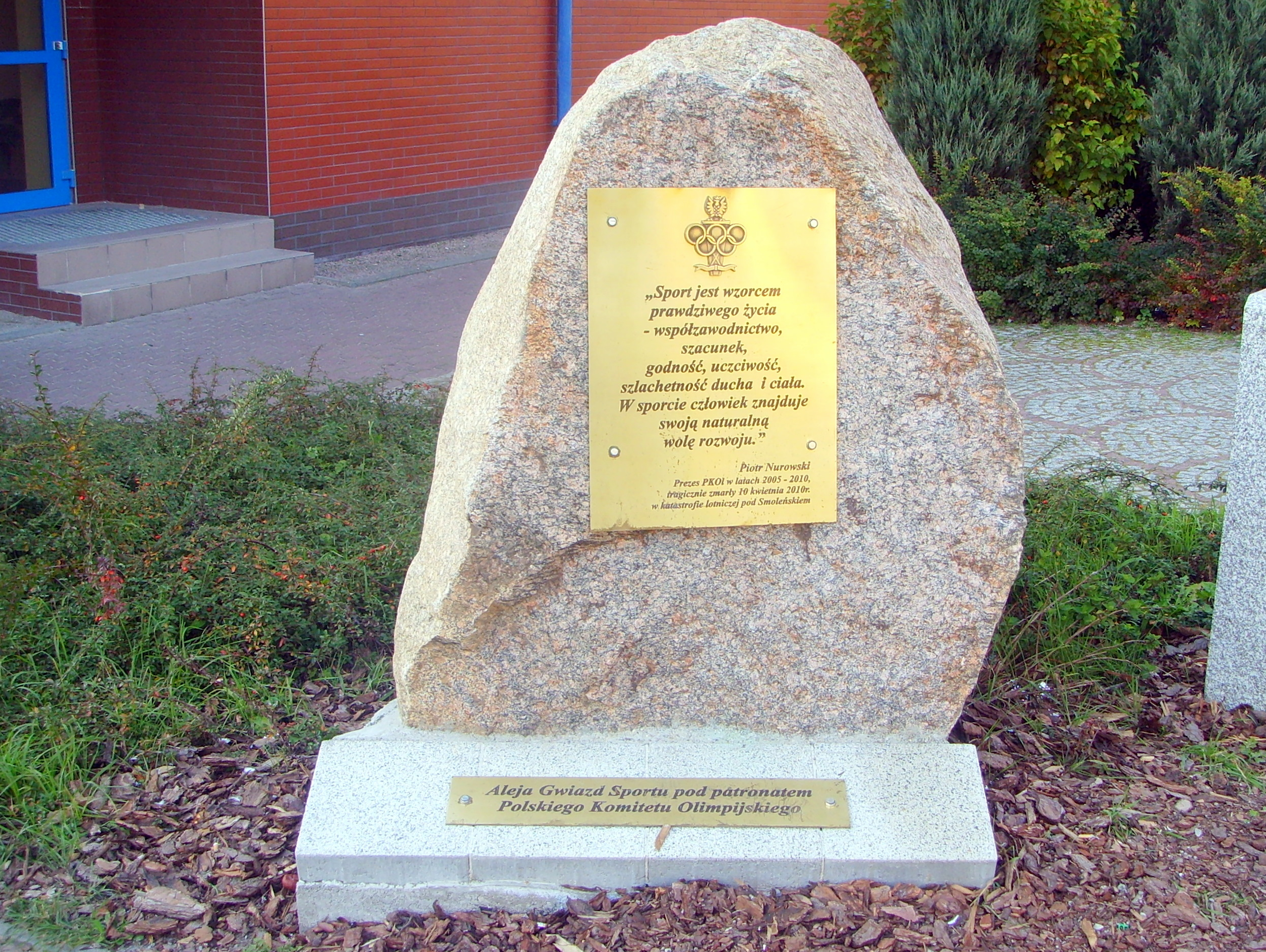
Obelisk przy Alei gwiazd sportu

Aleja Gwiazd Sportu w Dziwnowie – zespół replik medali sportowych, znajdujący się w Dziwnowie, przy ulicy Reymonta, między ulicami Mickiewicza a Sienkiewicza. Pierwsze mosiężne repliki medali odsłonięto w 2002 roku.
Od tego czasu w każde wakacje podczas Festiwalu Gwiazd Sportu odsłaniane są kolejne postumenty z replikami medali znanych sportowców.

## Swoje repliki medali odsłonili
W roku 2002:
- Irena Szewińska
- Ryszard Szurkowski
- Waldemar Marszałek
- Bogusław Mamiński
- Paweł Nastula
- Andrzej Supron
- Marian Sypniewski

W roku 2003: 
- Mieczysław Nowicki
- Władysław Kozakiewicz
- Jerzy Kulej
- Marek Łbik
- Grzegorz Lato

W roku 2004:
- Lech Piasecki
- Mariusz Pudzianowski
- Kazimierz Górski
- Agnieszka Rylik
- Jan Tomaszewski
- Wojciech Brzozowski

W roku 2005:
- Włodzimierz Lubański
- Czesław Lang
- Renata Mauer-Różańska
- Bogdan Wołkowski

W roku 2006:
- Paweł  Słomiński
- Apoloniusz Tajner
- Otylia Jędrzejczak
- Adam Krzesiński
- Maciej Zegan
- Marian Kasprzyk
- Andrzej Wroński

W roku 2007:
- Robert Sycz oraz Tomasz Kucharski
- Andrzej Szarmach
- Wojciech Fortuna
- Dariusz Michalczewski

W roku 2008
- Ryszard Bosek oraz Tomasz Wójtowicz
- Zenon Jaskuła
- Józef Łuszczek
- Krzysztof Włodarczyk

W roku 2009
- Sylwia Gruchała
- Zygmunt Smalcerz
- Daniel Jędraszko oraz Paweł Baraszkiewicz
- Daniel Waszkiewicz (w imieniu reprezentacji polski w piłce ręcznej)
- Marian Woronin

W roku 2010
- Tomasz Sikora
- Stanisław Szozda
- Marek Kolbowicz, Konrad Wasielewski, Adam Korol oraz Michał Jeliński
- Lesław Ćmikiewicz
- Mariusz Czerkawski
- Katarzyna Bachleda-Curuś (w imieniu swoim, oraz Katarzyny Woźniak i Luizy Złotkowskiej)